# Ґіжево
Ґіжево (пол. Giżewo, нім. Gießbach) — село в Польщі, у гміні Крушвиця Іновроцлавського повіту Куявсько-Поморського воєводства.
Населення — 162 особи (2011).
У 1975-1998 роках село належало до Бидгощського воєводства.

## Демографія
Демографічна структура станом на 31 березня 2011 року:
|          | Загалом | Допрацездатний вік | Працездатний вік | Постпрацездатний вік |
| -------- | ------- | ------------------ | ---------------- | -------------------- |
| Чоловіки | 80      | 21                 | 51               | 8                    |
| Жінки    | 82      | 16                 | 49               | 17                   |
| Разом    | 162     | 37                 | 100              | 25                   |